# Bałachowicze
Bałachowicze (ukr. Балаховичі, Bałachowyczi) – wieś na Ukrainie, w obwodzie rówieńskim, w rejonie włodzimierzeckim, nad rzeką Styr.
Wieś powstała w 1855 roku. W okresie międzywojennym należała do gminy Rafałówka w powiecie sarneńskim, w województwie wołyńskim.